# Novelas de 1902
Se conoce como novelas de 1902 a un grupo de cuatro novelas españolas publicadas en ese año que marcan el inicio de un nuevo rumbo en la novelística española del siglo XX. Las novelas de 1902 son:
- Sonata de otoño, de Ramón María del Valle-Inclán
- La voluntad, de José Martínez Ruiz
- Amor y pedagogía, de Miguel de Unamuno
- Camino de perfección, de Pío Baroja

La etiqueta de novelas de 1902 la puso en circulación el crítico Alonso Zamora Vicente en un artículo de 1954, «Una novela de 1902», donde analizaba la novedad de La voluntad en su contexto temporal. Estas novelas se destacan, según Zamora Vicente, sobre el fondo de la mayoría de las publicadas en ese año por mostrar una voluntad de ruptura con las estéticas predominantes en la literatura del momento: realismo, naturalismo e idealismo: 

Todas estas novelas están en franco desacuerdo, en abierta oposición diferenciadora con las novelas consagradas. 1902 es todavía un año de signo realista. El lector medio lee novelas de Pereda, de la Pardo Bazán, de Alarcón. [...] Una nueva forma de novela se inicia, empeñándose desde sus primeros tanteos, en presentarse como radicalmente distinta.

Estas novelas marcarían el momento de emergencia, en cuanto a la narrativa, del movimiento modernista y de la que posteriormente fue llamada Generación del 98. 